# Nicolás Keenan
Nicolás Keenan (Buenos Aires, 6 mei 1997) is een Argentijnse hockeyspeler die uitkomt voor HC Klein Zwitserland. Sinds 2019 komt hij ook uit voor de Argentijnse hockeyploeg.

## Biografie
Nicolás Keenan werd geboren in een Argentijnse hockeyfamilie, zijn vader was profhockeyer, en groeide op in Spanje en Italië.

### Hockeycarrière
Keenan begon in Argentinië met hockeyen voor Ciudad de Buenos Aires club. Nadat het gezin verhuisde naar Spanje ging hij spelen voor Club Egara. Voor deze vereniging speelde hij tot hij 18 werd. Na het wereldkampioenschap voor junioren in 2016 verhuisde Keenan naar Den Haag waar hij voor HC Klein Zwitserland ging spelen.

### Internationale carrière
Keenan kwam uit voor Jong Argentinië op het Wereldkampioenschap voor junioren in 2016. Hij maakte zijn debuut voor het Argentijnse hockeyteam in 2019 in een wedstrijd tegen België. Vervolgens kwam hij ook uit voor de ploeg op de Olympische Spelen van Tokyo in 2021. Keenan maakte ook deel uit van het Argentijnse team dat deelnam aan de Olympische Zomerspelen 2024.

## Persoonlijk
Keenan is de eerste openlijke lhbt-sporter in de Hoofdklasse van de mannen. Hij heeft een relatie met D66-politicus Rob Jetten. Sinds 26 november 2024 zijn ze verloofd.